# Andrzej Burski
Andrzej Burski (ur. 26 października 1939 w Radomiu, zm. 4 stycznia 2020 tamże) – polski polityk, samorządowiec, lekarz, internista, poseł na Sejm X kadencji (1989–1991).

## Życiorys
Syn Eugeniusza i Janiny. Ukończył w 1963 studia na Akademii Medycznej w Łodzi, uzyskał następnie stopień doktora nauk medycznych. Zawodowo związany z Radomskim Szpitalem Specjalistycznym im. dr. Tytusa Chałubińskiego, pełnił funkcję ordynatora oddziału wewnętrznego tej placówki, a także zastępcy dyrektora do spraw lecznictwa (1975–1977, 2001–2002). Prowadził również własną praktykę lekarską.
Działał w organizacjach zawodowych, w tym w Towarzystwie Internistów Polskich i Polskim Towarzystwie Lekarskim. Przez lata kierował radomskim oddziałem PTL, pozostał później członkiem zarządu oddziału tej organizacji.
W 1964 wstąpił do Polskiej Zjednoczonej Partii Robotniczej. W latach 1989–1991 sprawował mandat posła na Sejm kontraktowy, z okręgu radomskiego. Na koniec kadencji należał do Parlamentarnego Klubu Lewicy Demokratycznej, zasiadał w Komisji Zdrowia. Od lat 90. do 2006 związany z samorządem terytorialnym, sprawował mandat radnego rady miejskiej Radomia. W 2006 nie ubiegał się o reelekcję. Należał do Sojuszu Lewicy Demokratycznej, z którego przeszedł do Socjaldemokracji Polskiej.
Pochowany na cmentarzu parafialnym w Radomiu.

## Odznaczenia
- Krzyż Kawalerski Orderu Odrodzenia Polski (1984)
- Złoty Krzyż Zasługi (1979)[6]